# Съд на въздушна възглавница
Съд на въздушна възглавница (ховъркрафт) е превозно средство, което може да се движи на въздушна възглавница с голяма скорост върху равни повърхности като водни басейни, лед и блата.
Въздушната възглавница представлява пласт от непрекъснато нагнетяван въздух под превозното средство. При движението съдът почти не докосва повърхността, върху която се движи. Отсъствието на триене с повърхността намалява съпротивлението при движение. От височината на въздушната възглавница зависи над колко големи препятствия или вълни може да се движи превозното средство.
Обикновено съдовете имат няколко отделни двигателя. Един или повече двигатели нагнетяват въздух във възглавница и поддържат необходимото налягане. Други двигатели се използват, за да придвижват средството в желаната хоризонтална посока, изтласквайки въздуха назад и придвижвайки кораба напред. Някои модели кораби използват един двигател, разделяйки въздушния поток на две.
Днес съществуват кораби на въздушна възглавница с водоизместване над 150 тона.